# Катнату
Катнату (груз. კათნატუ, арм. Կաթնատու) — село в Ниноцминдском муниципалитете края Самцхе-Джавахети Грузии. По данным переписи 2002 года, проведённой департаментом статистики Грузии, в селе живёт 278 человек, из которых 136 мужчин и 142 женщины. Бо́льшую часть населения составляют армяне..

## Этимология
В переводе с армянского названия катнату (арм. Կաթնատու) переводится как «дающий (-ая) молоко».